# Ptychopseustis eutacta
Ptychopseustis eutacta is een vlinder van de familie van de grasmotten (Crambidae), uit de onderfamilie van de Glaphyriinae. De wetenschappelijke naam van deze soort is voor het eerst voorgesteld als Noorda eutacta door Alfred Jefferis Turner in een publicatie uit 1908.
De soort komt voor in Australië (Queensland).